# 櫻田山神社
櫻田山神社（さくらださんじんじゃ）は、宮城県栗原市栗駒桜田にある神社。正式名称は山神社（さんじんじゃ）であるが、地区名の桜田を冠した「櫻田山神社」で一般に呼ばれる。約1500年前に創建されたとされ、県内でも有数の歴史を持つ。社格は村社。
お笑いタレントである狩野英孝の実家としても知られており、彼の持ちネタである「ラーメン、つけメン、僕イケメン」に因み「イケメン神社」とも呼ばれる。

## 歴史
仙台藩編纂の封内風土記によれば武烈天皇の崩御後の6世紀初頭（古墳時代後期）、同天皇の側近であった鹿野掃部之祐が、当地に創建したとされる。当社は、北上川水系江合川上流の二迫川南岸、栗駒山から南東に延びる舌状台地上にあり、「山神社」と呼ばれた。
1879年（明治12年）6月、村社に列せられた。1885年（明治18年）10月30日に発生した火事により本殿を焼失。1908年（明治41年）12月、当社の東の桜田字中屋敷にある八幡神社を合祀した。1925年（大正14年）に本殿を再建。1926年（大正15年）に神饌幣帛料供進指定神社となった。
2008年（平成20年）頃からお笑いタレントである狩野英孝の実家として知られ、参拝客が県内外から訪れる観光地となっていた。同年6月14日に岩手・宮城内陸地震が発生し、境内の石灯篭や、約6mの本鳥居が崩壊、社殿や社務所なども被害を受けた。本鳥居は約300年前に建立され、1978年（昭和53年）6月12日に発生した宮城県沖地震でも被害を受けなかったが、今回の地震では震源地に近かったこともあり崩壊したと見られる。被害総額は300万円ほどで、150万円は氏子の寄進、残りの150万円は修繕積立金から捻出して再建を果たした。英孝の父親である勉（第38代宮司）が「ファンからの賽銭の増加も再建に役立った」とテレビなどで語っていた。2009年（平成21年）の正月三が日の初詣客数は約3000人で例年の10倍だった。同年春の例大祭では、市内被災地および当社の復興支援に感謝して、狩野英孝が無料ライブを行い、ファンら4000人が集まった。
2011年（平成23年）3月11日に発生した東北地方太平洋沖地震（東日本大震災）では、当社の被害は石灯篭が3基倒れた程度だったが、震災を機に英孝が芸能活動と並行して当社の跡継ぎとなることを3月21日に表明した。4月7日に発生した最大震度6強の余震により、岩手・宮城内陸地震によって倒壊し2009年（平成21年）1月に再建したばかりの本鳥居に亀裂が入る被害を受けた。2012年（平成24年）9月7日、第38代宮司が心筋梗塞によって死去したと報じられた。息子の英孝は2014年（平成26年）夏に神職の資格を取得し、東京で放送作家として働く弟の孝彦と共に当社を継いだ。
2016年（平成28年）8月31日、台風10号によって境内のカラマツ（高さ約25m、幹周り約4m）が倒れ、藩政時代建造とみられる拝殿（栗原市指定文化財）の屋根を大破していたことが確認された。

## 神徳・例祭
安産、子育ての神をまつる神社として知られ、毎年4月第2日曜日に例大祭を開催している。かわいらしい柄の小さな「枕」があり、出産の時に妊婦が握るもので、例大祭で配られるという。

## 文化財
栗原郡栗駒町が周辺の町と合併して栗原市となったため、町時代に指定された文化財は市により再指定されている。
- 社殿 - 1986年（昭和61年）10月に栗駒町有形文化財に指定。2005年（平成17年）4月に栗原市有形文化財に再指定。
- 桜田ばやし - 栗駒町無形文化財に指定。栗原市無形文化財に再指定。春の例大祭時に奉納されている。

## その他
- ミヤギケンタウルス

仙台・宮城デスティネーションキャンペーン（2008年（平成20年）10月1日〜12月31日）の開催を前にJR仙台駅（宮城県仙台市青葉区）のリニューアルが実施されていたが、その一環として同駅2階コンコースに設置されていた伊達政宗騎馬像が、2008年（平成20年）3月16日に有備館駅（宮城県大崎市岩出山）の駅舎前広場に移設された。同像は仙台駅の待ち合わせスポットとして「伊達前」と呼ばれ親しまれていたため、東北放送『サンドのぼんやり〜ぬTV』において新待ち合わせスポットを作る企画があり、ケンタウロスをモチーフに、狩野英孝、伊達みきお、富澤たけしの顔を直接型取りした石膏像「ミヤギケンタウルス」が東北芸術工科大学（山形県）によって制作された。「ミヤギケンタウルス」は仙台パルコのペデストリアンデッキ側入口前に2009年（平成21年）7月27日より、仙台七夕期間を挟んで8月16日まで展示された後、同年10月に同市太白区秋保町のうなぎ店に移設された。2014年（平成26年）、同社に移設された。

## 交通アクセス
- バス
  - 栗原市民バス「桜田線」で、高木バス停下車（フリー乗降区間）。

- 栗原市民バス 「岩ヶ崎線」有賀沢バス停下車。

- 自動車
  - 東北自動車道・築館ICより国道4号および県道築館栗駒公園線などで約12km
  - 東北自動車道・若柳金成ICより県道中田栗駒線および県道大鳥沢辺線などで約11km
- 鉄道
  - JR東北新幹線・くりこま高原駅から約14km